# Rebekka Frederiksen
Rebekka Frost Frederiksen (født 24. maj 2002) er en dansk fodboldspiller, der spiller angreb for portugisiske C.S. Maritimo i Liga BPI og Danmarks U/23-kvindefodboldlandshold.
Hun deltog ved U/17-EM i fodbold for kvinder 2019 i Bulgarien, hvor holdet dog ikke nåede videre fra gruppespillet.

## Karriere
Allerede i en alder af 4 år fik Rebekka Frost Frederiksen øjnene op for fodboldspillet. Hun startede til fodbold på et pigehold i OB, men kun kort tid efter stoppede hun, fordi træningen mest af alt bestod af leg. To år senere besluttede hun sig så for at prøve kræfter med fodbolden igen og begyndte på et mixhold i OKS – men der startede aldrig andre piger på holdet. Det blev starten til otte år med ungdomsfodbold på et drengehold.
I sommeren 2016, skiftede hun til Odense Q's U/17 hold, hvor hun spillede to år, indtil hun blev hentet til topklubben Fortuna Hjørring. I hendes første sæson, spillede hun primært for klubbens U18 hold, men fik lang mere spilletid i anden sæson for klubbens førstehold, hvor hun også var med til at vinde det danske mesterskab i 2020. Hun blev desuden dansk pokalmester   med Fortuna Hjørring i 2022, ligesom sæsonen også bød på sølv til Fortuna Hjørring i 2022 i Gjensidige Kvindeligaen.
Samme år skiftede hun til den finske fodboldklub Åland United. Her opnåede hun med sit hold at blive broncevinder i den Finske kvindeliga, . Ligesom hun med sit hold blev finsk pokalmester i 2022. 
Et planlagt klubskifte i vinterpausen 2022/2023 til et norsk hold glippede, og det førte i stedet til et klubskifte til danske Kolding IF, hvor Rebekka spillede forårssæsonen i Gjensidige Kvindeligaen. Allerede samme år blev hun hentet til den portugisiske klub C.S. Maritimo, som holder til i Funchal på øen Madeira. Her har Rebekka spillet sig på holdet som fast spiller i startopstillingen.